# Tanya Stephens
Tanya Stephens, (sinh ngày 2 tháng 7 năm 1973 tại St. Mary, Jamaica, với tên khai sinh Vivienne Tanya Stephenson) là một nghệ sĩ reggae có ảnh hưởng nổi lên vào cuối những năm 1990. Stephens được biết đến nhiều nhất với các bản hit "Yuh Nuh Ready Fi Dis Yet"   - đĩa đơn sau đó đã được giới thiệu trong album tổng hợp Reggae Gold 1997  - và "It's a Pity", mà Tanya đã đạt được sự công nhận quốc tế. Bà và đối tác kinh doanh Andrew Henton đã cùng nhau đồng sáng lập Tarantula Records.

## Tiểu sử
Stephens sinh năm 1973 và lớn lên ở St. Mary và St. Ann, học tại các trường tiểu học Zion Hill và Ocho Rios và St Mary High. Bà có 3 anh trai và 3 chị gái (1 chị gái đã chết).
Bà bắt đầu thu âm vào giữa những năm 1990 cho các nhà sản xuất như Dave Kelly và Philip "Fatis" Burrell. Đĩa đơn năm 1996 của bà "Yuh Nuh Ready Fi Dis Yet" do Kelly sản xuất đã đưa bà đến với công chúng Jamaica và bà đã thành công hơn nữa với các đĩa đơn như "Draw fi Mi Finger", "Freaky Type" và "Cry và Bawl ". Tác phẩm đầu tay của bà, Big Things a Gwaan, được phát hành năm 1994 (kết hợp với Yami Bolo là phiên bản cover "Tom's Diner" của Suzanne Vega và Prezident Brown trong bản phối lại của ca khúc chủ đề), và album thứ hai Too Hype ra sau đó vào năm 1997.
Bà chuyển đến Thụy Điển, nơi bà ký hợp đồng thu âm với Warner Music Sweden và thu âm album pop năm 2001 Sintoxicated. Sau khi trở về Jamaica, bà đã phát hành album Gangsta Blues được giới phê bình đánh giá cao vào năm 2004.
Album Rebelestion của bà đã được phát hành vào tháng 8 năm 2006, và đĩa đơn đầu tiên "These Streets" là một hit số một ở Caribe nằm trên Bảng xếp hạngTempo's Chart ở vị trí số 1 trong hơn 4 tuần. Album đã được bán hết ở Jamaica và các vùng khác của vùng Caribbean. Ca khúc "Come A Long Way" là dành để cống hiến các nhà lãnh đạo da đen.
Infallible, được phát hành vào năm 2010, ban đầu được cung cấp miễn phí với tạp chí Riddim của Đức tại Jamaica, sau đó được cung cấp để tải xuống miễn phí trong hơn một năm.
Stephens có một cô con gái, Kelly, sinh năm 1994.

## Công việc khác
Năm 2007, Stephens đã được trao tặng học bổng bởi Resource Development International để học lấy bằng Quản lý kinh doanh thông qua internet từ Đại học Sunderland.
Năm 2009, bà ra mắt vai trò diễn xuất, đóng vai Nurse Tracey trong loạt phim truyền hình CVM Royal Palm Estate. Bà cũng đã mở nhà hàng 'H2O' cùng năm tại Trung tâm mua sắm Coconut Grove ở Ocho Rios.
Tanya cũng sở hữu Tarantula Records, thành lập năm 2004 với đối tác kinh doanh & nhà sản xuất Andrew Henton, người đã tham gia tất cả các hoạt động âm nhạc của bà kể từ đó.